# Xiphosomella bonera
Xiphosomella bonera är en stekelart som beskrevs av Ian D. Gauld 2000. Xiphosomella bonera ingår i släktet Xiphosomella och familjen brokparasitsteklar. Inga underarter finns listade i Catalogue of Life.